# Richard Chambers

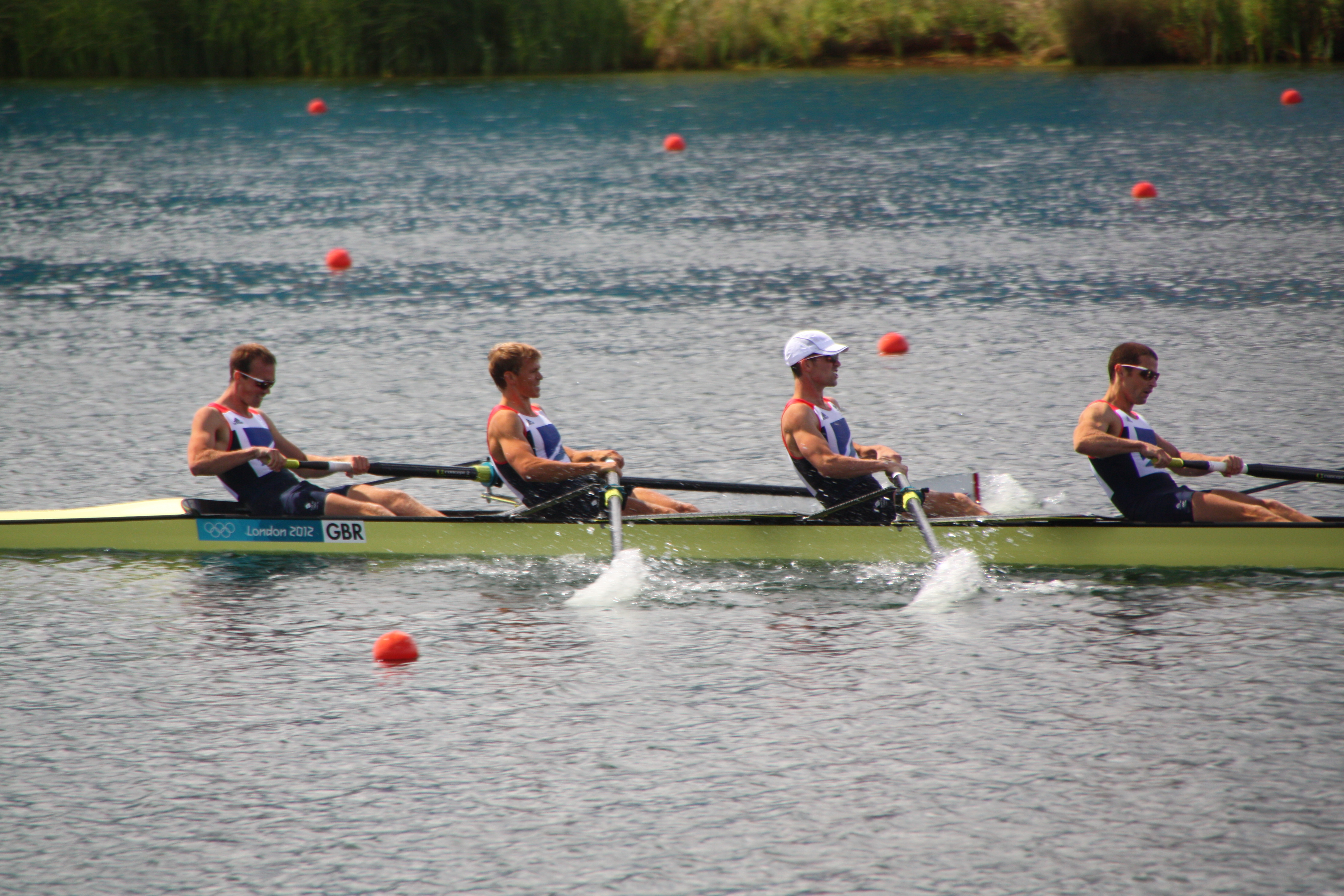
Richard Chambers 2012 (1. v. l.)

Richard Chambers (* 10. Juni 1985 in Belfast) ist ein britischer Leichtgewichts-Ruderer. Er gewann bis 2011 zwei Goldmedaillen und eine Bronzemedaille bei Weltmeisterschaften.

## Karriere
Chambers begann bereits als Kind in Coleraine mit dem Rudersport, zum Studium wechselte er nach England zur Oxford Brookes University. 2005 gewann er seine erste internationale Medaille, als er bei den U23-Weltmeisterschaften mit dem Leichtgewichts-Doppelvierer den zweiten Platz erreichte. 2006 siegte er im Leichtgewichts-Zweier-ohne Steuermann zusammen mit Chris Bartley bei den U23-Weltmeisterschaften, bei den Ruder-Weltmeisterschaften 2006 belegten die beiden den sechsten Platz. 2007 wechselte Chambers in den Leichtgewichts-Vierer ohne Steuermann, die einzige olympische Leichtgewichts-Bootsklasse im Riemenrudern. Zusammen mit James Lindsay-Fynn, Paul Mattick und James Clarke gewann er die Weltcupregatta in Luzern und den Titel bei den Weltmeisterschaften in München. Bei den Olympischen Spielen in Peking erreichte der britische Vierer in der gleichen Besetzung wie im Vorjahr den fünften Platz.
Nach einem Jahr ohne internationalen Start kehrte Chambers 2010 in den Vierer zurück. In der Besetzung Richard Chambers, Paul Mattick, Rob Williams und Chris Bartley erkämpfte das Boot im Weltcup einen zweiten Platz in Bled und zwei Siege in München und Luzern und siegte auch bei den Weltmeisterschaften in Neuseeland. Ein Jahr später gewann das Boot in gleicher Besetzung die Bronzemedaille bei den Weltmeisterschaften in Bled. In der Besetzung Peter Chambers, Rob Williams, Richard Chambers und Chris Bartley gewann der britische Vierer das Weltcupfinale 2012 in München. Im Finale der Olympischen Regatta 2012 unterlag der britische Vierer dem südafrikanischen Boot und gewann mit sieben Hundertstelsekunden Vorsprung auf die Dänen Silber.
Bei den Ruder-Weltmeisterschaften 2013 in Chungju gewann er mit seinem Bruder die Bronzemedaille im Leichtgewichts-Doppelzweier. 2014 wechselten die Brüder zurück in den Vierer, sie erruderten die Silbermedaille bei den Europameisterschaften und die Bronzemedaille bei den Weltmeisterschaften. Bei den Europameisterschaften 2015 in Posen traten die Chambers-Brüder in zwei verschiedenen Booten an, während Peter den Titel im Leichtgewichts-Zweier ohne Steuermann gewann, belegte Richard Chambers zusammen mit William Fletcher den zweiten Platz im Leichtgewichts-Doppelzweier. Auch bei den Weltmeisterschaften 2015 gewannen Richard Chambers und William Fletcher die Silbermedaille im Leichtgewichts-Doppelzweier. Bei den Olympischen Spielen 2016 erreichten Chambers und Fletcher den siebten Platz.
Richard und Peter Chambers waren bei den Olympischen Spielen 2012 das erste Brüderpaar in einem britischen Olympia-Boot seit Gregory und Jonathan Searle 1996.